# 赫爾辛基奧林匹克體育場
赫爾辛基奧林匹克體育場（芬蘭語：Helsingin olympiastadion）是芬兰赫爾辛基的主要體育場，距离赫尔辛基市中心2.3公里。赫爾辛基奧林匹克體育場為了1940年夏季奥林匹克运动会而興建，於1938年落成啟用，可容納40,000名觀眾。這裡也曾舉行過1952年夏季奥林匹克运动会、1983年世界田徑錦標賽和2005年世界田徑錦標賽。现为芬兰国家足球队的主场。
经过四年的翻修后，该体育场在2020年8月重新开放。

## 外部連結
维基共享资源上的相關多媒體資源：赫爾辛基奧林匹克體育場
- 赫爾辛基奧林匹克體育場官方网站 （页面存档备份，存于） （文） （英文） （瑞典文） （德文） （俄文）